# Maria Giovanna Maglie
Maria Giovanna Maglie (Venecia, 3 de agosto de 1952-Roma, 23 de mayo de 2023) fue una autora, columnista, filósofa y periodista italiana.

## Biografía
Estudió filosofía en la Universidad Sapienza. Como periodista trabajo para La Unidad, como corresponsal para América Latina y también para la Radiotelevisión Italiana (RAI), cubrió la Guerra del Golfo en 1990 y fue enviada a Medio Oriente. Luego se convirtió en corresponsal en Nueva York, destacándose por su estilo exuberante y polémico. También colaboró en los medios: Il Foglio, Radio Radicale y Radio24.
Falleció el 23 de mayo de 2023 a los 70 años, a causa de complicaciones venosas después de haber estado internada en el Hospital San Camillo Forlanini en Roma.

## Libros
- 1996, Venganza estatal ( ISBN 88-317-6361-X)
- 2002, Hoja de Ruta (ISBN 88-7467-010-9)
- 2006, Oriana. (ISBN 88-04-56478-4)
- 2021, I dannati del Covid. (ISBN 978-88-566-7973-1)
- 2021, Malditos italianos (ISBN 978-88-554-4709-6)
- 2022, Adiós Emanuela (ISBN 978-88-566-8828-3)